# Metandrocarpa thilenii
Metandrocarpa thilenii är en sjöpungsart som beskrevs av Wilhelm Michaelsen 1922. Metandrocarpa thilenii ingår i släktet Metandrocarpa och familjen Styelidae. Inga underarter finns listade i Catalogue of Life.